# OpenVX
OpenVX — специфікація, котра визначає прикладний програмний інтерфейс (API) для розробки переносних, високопродуктивних і енергоефективних застосунків і бібліотек для вирішення задач комп'ютерного зору (виявлення, стеження і класифікація об'єктів на зображеннях і відеоданих). специфікації OpenVX розроблена групою Khronos, що відповідає за розробку стандартів сімейства OpenGL і OpenCL.
OpenVX надає можливість використання серії алгоритмів для розпізнавання і відстеження переміщення особи, тіла і жестів, автоматизації відеоспостереження, автоматичних систем допомоги водієві, реконструкції об'єктів та сцен, доповненої реальності, візуального огляду, робототехніки та багатьох інших застосувань. Обробка даних в OpenVX-застосунках проводиться через маніпуляцію з графом функціональних вузлів, робота з яким може бути прискорена за рахунок залучення центрального процесора, графічного процесора, процесора цифрових сигналів і додаткових апаратних пристроїв, а також роздільної обробки фрагментів (tiling). 